# Aspidispa horvathi
Aspidispa horvathi is een keversoort uit de familie bladkevers (Chrysomelidae). De wetenschappelijke naam van de soort werd in 1897 gepubliceerd door Raffaello Gestro.